# 1901년 시어도어 루스벨트 대통령 취임식
시어도어 루스벨트의 첫 대통령 취임식은 제26대 미국 대통령으로서 1901년 9월 14일 토요일, 뉴욕 버펄로 델라웨어 애비뉴 641번지에 위치한 앤슬리 윌콕스 하우스에서 거행되었다. 이는 매킨리 대통령이 그날 일찍 사망한 직후 이루어졌다. 이 취임식은 역사상 다섯 번째로 비정기적인 비상 취임식이었고, 20세기 최초의 취임식으로, 시어도어 루스벨트의 첫 임기(1901년 9월 14일부터 1905년 3월 4일까지의 부분 임기)의 시작을 알렸다. 뉴욕 서부 지방법원의 미국 지방 판사인 존 R. 헤이즐 판사가 대통령 취임 선서를 집행했다. 42세 322일이었던 루스벨트는 현재까지 가장 젊은 나이에 대통령이 된 인물이다.

## 배경
9월 6일, 루스벨트 부통령은 섐플레인호에서 버몬트 어류 및 사냥 연맹의 오찬에 참석하고 있을 때, 매킨리가 총에 맞았다는 소식을 들었다. 그는 버펄로로 급히 달려갔지만, 대통령이 회복될 것이라는 확신을 받은 후, 애디론댁 산맥의 마시산으로 계획된 가족 캠핑 및 하이킹 여행을 떠났다. 총격 후 일주일 뒤, 산 위에서 달리는 사람이 그에게 매킨리가 임종을 앞두고 있다는 소식을 전했다. 루스벨트는 아내 이디스와 함께 어떻게 대응하는 것이 최선일지 고민했다. 그는 버펄로에 나타나 매킨리의 죽음을 기다리고 싶지 않았다. 루스벨트는 일련의 역마차를 타고 노스 크릭역으로 급히 갔다. 역에서 루스벨트는 매킨리 대통령이 그날 아침 2시 15분(9월 14일)에 사망했다는 전보를 받았다. 새 대통령은 노스 크릭에서 기차를 타고 버펄로로 계속 이동했다. 그는 그날 아침 늦게 버펄로에 도착하여, 유명한 변호사이자 1880년대 초반에 당시 뉴욕 주지사였던 그로버 클리블랜드와 함께 공무원 개혁에 긴밀히 협력했던 친구인 앤슬리 윌콕스의 집에 머물러 달라는 초대를 수락했다.

## 식전 행사

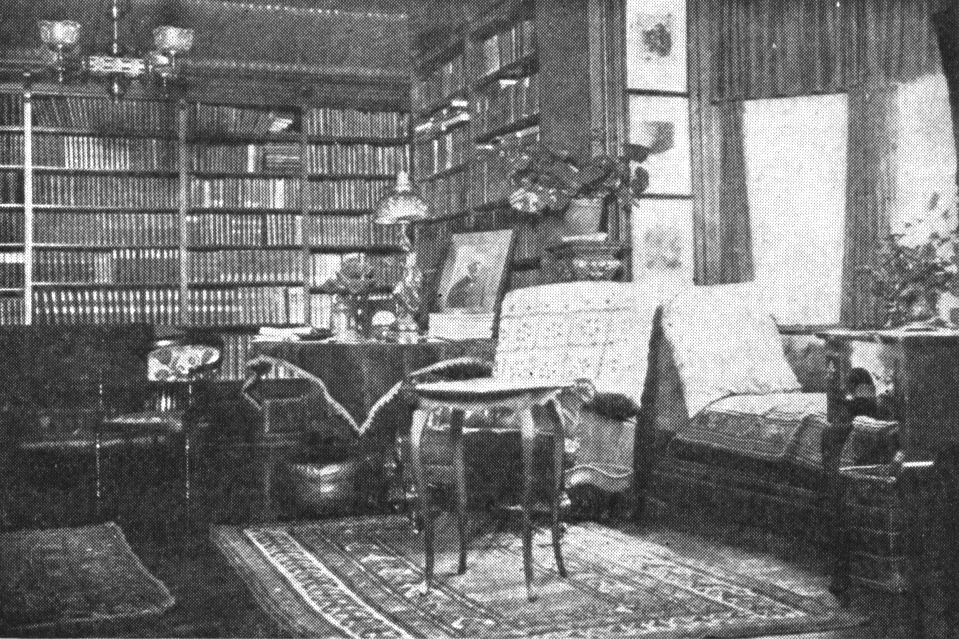
시어도어 루스벨트가 대통령 취임 선서를 한 윌콕스 하우스의 방 내부.

9월 14일 오후 3시, 매킨리 대통령 내각의 여러 구성원이 윌콕스 하우스(현재 시어도어 루스벨트 취임 국립역사유적지로 알려짐)에 도착했다. 그들은 육군 장관 엘리후 루트, 해군 장관 존 D. 롱, 법무장관 필랜더 C. 녹스, 내무 장관 이선 히치콕, 우정청장 찰스 에모리 스미스, 그리고 농무 장관 제임스 윌슨이었다. 그들과 함께 헤이즐 판사, 뉴욕 항소법원의 앨버트 헤이트 판사, 그리고 뉴욕의 미국 상원의원 챈시 디퓨 등이 있었다. 루스벨트는 도서관에서 그들과 비공식적으로 만났고, 마지막 순간에 신문 기자들이 모두 들어오도록 허락되었지만, 사진 촬영은 금지되었다. 그때 선서를 할 준비가 되었는지 묻자 그는 "선서를 하겠습니다. 그리고 깊고 끔찍한 국가적 비탄의 이 시간에, 저는 우리 사랑하는 조국의 평화와 명예를 위해 매킨리 대통령의 정책을 절대적으로 변함없이 이어가는 것을 목표로 삼을 것임을 밝히고 싶습니다"라고 답했다. 그의 답변 후, 헤이즐 판사가 선서를 집행했다.

## 반응
많은 구세대 공화당원들의 두려움을 표현하며, 마크 해나는 "그 빌어먹을 카우보이가 이제 대통령이 되었다"고 한탄했다.

## 같이 보기
- 시어도어 루스벨트 행정부
- 1905년 시어도어 루스벨트 대통령 취임식
- 시어도어 루스벨트 취임 국립역사유적지

## 내용주
1. ↑  이는 안전상의 이유였을 가능성이 높다. 당시 기술을 사용한 플래시 사진은 화려하게 장식된 실내에서 심각한 화재 위험이 있었다.